# إيرل همفري
إيرل همفري (بالإنجليزية: Earl Humphrey)‏ هو عازف جاز أمريكي، ولد في 9 سبتمبر 1902، وتوفي في 26 يونيو 1971.